# Ramón Matta Ballesteros
Juan Ramón Matta Ballesteros (Tegucigalpa, M.D.C., Honduras, 12 de enero de 1945) también conocido como Ramón Matta, Juan Ramón Matta del Pozo, y Juan Ramón Matta López, es un excapo hondureño de la droga que tuvo vínculos con el Cartel de Medellín por medio de Griselda Blanco y Pablo Escobar y el Cartel de Guadalajara por medio de Miguel Ángel Felix Gallardo.
Fue el principal responsable de la conexión colombo-mexicana entre el Cartel de Medellín, Cartel de Cali y Cartel de Guadalajara suministrando el transporte aéreo de más del 60% de la droga que ingresaba a territorio de Estados Unidos. Los EE. UU habían permitido y alentado en secreto el flujo de cocaína a través de América Central, cuando sabían que los dineros provenientes de la venta de drogas ayudarían a la lucha de los rebeldes para derrocar el régimen izquierdista en Nicaragua. El gobierno estadounidense había frustrado diferentes esfuerzos de la DEA por arrestar a Juan Ramón Matta Ballesteros, pues éste transportaba cocaína a México y, de regreso, provisiones militares a los insurgentes contras. La CIA y el Ministerio de Justicia  llegaron a cerrar la oficina de la DEA en Tegucigalpa en 1983 con el fin de proteger la operación de Matta Ballesteros. Agentes de la DEA se refirieron a Matta Ballasteros y a Setco, su aerolínea protegida por la CIA, como clave para la “explosión” de la cocaína que se trasladó a través de México hacia los Estados Unidos en la segunda mitad de la década de 1980.
En abril de 1988, en allanamiento a su propia casa en la ciudad de Tegucigalpa fue secuestrado por Alguaciles de los Estados Unidos, y enviado a los Estados Unidos para ser juzgado y condenado por el secuestro y asesinato de Enrique Camarena Salazar, así como por otros cargos, se presume que su secuestro pudo ser causada por traición de Miguel Ángel Felix Gallardo para apoderarse de las rutas que poseía y quitarse presión de la DEA por el asesinato de Enrique Camarena Salazar.
Matta está cumpliendo 12 condenas a cadena perpetua en el ADX Florence, un centro penitenciario de máxima seguridad cerca de la localidad de Florence, Estado de Colorado.
El 7 de diciembre de 2018 Estados Unidos retiró los cargos del asesinato de Enrique "KIKI" Camarena Salazar  por lo cual se espera que obtenga una rebaja de sentencia o su salida de la cárcel y regreso a su país natal Honduras.

## Fortuna y bienes
Según la revista Forbes en un estudio hecho en 1987, Matta llegó a tener una fortuna valorada en $2.000 millones de dólares, Matta, como muchos otros narcotraficantes regalaba dinero y comida a los más pobres de Honduras y Colombia; llegó a tener tanto dinero que ofreció pagar la deuda externa de su país, Honduras pero el presidente, José Azcona del Hoyo se negó. Matta llegó a exportar el 65% de cocaína desde Colombia hacia España, país en el que residió por varios años, donde hizo una alianza con dos capos de los Carteles de droga más grandes de Colombia, en el caso del Cartel de Cali, con Gilberto Rodríguez Orejuela y en el caso del Cartel de Medellín, con Jorge Luis Ochoa en el cual eran socios.
En Honduras, Matta-Ballesteros fue protegido y ayudado por colaboradores hondureños y altos mandos militares que le facilitaron traspaso de droga e impunidad de ser juzgado en Honduras. Estos colaboradores incluyen el Coronel Reyes Sánchez; Coronel Leónidas Torres Arias, el director de la “G2” servicio de inteligencia que era el equivalente de la CIA en Honduras; el Teniente Coronel Juan Ángel Barahona, Jefe de Interpol; y el Coronel Armando Calidonio, miembro de la difunta Dirección Nacional de Investigación – DIN, una unidad especial de investigación. Este último, fue padre del alcalde de San Pedro Sula - Armando Calidonio.
A Matta se le confiscaron más de 45 propiedades en Medellín, Colombia, por orden de extradición y cargo de implicación con el Cartel de Medellín, liderado por Pablo Escobar, en el cual fue de sus principales socios en el extranjero en Países como España, México y según la DEA el Cartel y sus socios tenían planeado montar un proyecto en Honduras, país de origen del capo.
La fortuna de Matta creció cuando promovió el tráfico de droga desde Colombia hacia España, y cuando importó droga desde España hacia California, Estados Unidos.

## Arresto de la DEA en 1973
La DEA había arrestado a Matta en 1973 en el Aeropuerto Internacional de Dulles en las afueras de Washington D. C. con 54 libras (24 kg) de cocaína. Después de escapar de la prisión federal en la Base de la Fuerza Aérea Eglin en Florida, donde había estado cumpliendo una condena de tres años por violaciones de pasaportes y entrada ilegal a los Estados Unidos, Matta fue ampliamente conocido como uno de los narcotraficantes claves en el establecimiento del "Trampolín mexicano" - el transporte de cocaína desde Colombia, Cartel de Medellín a los Estados Unidos a través de la organización de Miguel Ángel Félix Gallardo con sede en Guadalajara, México.

## Implicación con los Contras
Según un informe de inteligencia de la DEA en 1978, Matta se había convertido en socio de negocios con el general Policarpo Paz García, y había financiado directamente en Honduras a un "Capo de cocaína" que llevó al poder a Paz. Se cree que a partir de esta relación, Matta se involucró en el Grupo Paramilitar nicaragüense conocido como "Los Contras".
De acuerdo con las "Selecciones del Informe del Comité del Senado sobre Drogas, Aplicación de la Ley y Política Exterior presidido por el senador John F. Kerry", "la compañía aérea hondureña SETCO", fue la principal empresa utilizada por La Contra en Honduras para transportar suministros y personal para la FDN que transportaba al menos un millón de rondas de munición, comida, uniformes y otros pertrechos militares para La Contra desde 1983 hasta 1985.
SETCO recibió fondos para las operaciones de abastecimiento de Los Contra de las cuentas de contrapartida establecidos por Oliver North " en un informe de 1983 de la Aduana de Estados Unidos. La Investigación encontró que "SETCO significa Servicios Turistas Comandante Ejecutivos y está dirigida por Juan Matta-Ballesteros, un violador de clase I de la DEA." El mismo informe señala que de acuerdo con la Administración de Control de Drogas, "La empresa de aviación SETCO es una sociedad formada por hombres de negocios norteamericanos que están lidiando con Matta y con narcóticos de contrabando a Estados Unidos.
"Matta había sido identificado por la DEA en 1985 como el miembro más importante de un consorcio para mover una parte importante (tal vez un tercio o más de la mitad) de toda la cocaína traficada desde Colombia a Estados Unidos. La DEA también cree que Matta estaba detrás del secuestro de un agente de la DEA en México, Enrique Camarena Salazar, quien fue torturado y asesinado.
Desde entonces se ha conocido en las postrimerías del caso Irán-Contra que el teniente coronel Oliver North había creado las cuentas bancarias a través de las cuales SETCO cobraría por sus servicios a los militares de Estados Unidos. El 9 de julio de 1984 hay una entrada en el diario Norte de los Estados, en escritura propia de Oliver North: "quería un avión para ir a Bolivia a recoger pasta, quiero un avión para recoger 1.500 kilos." 
El 12 de julio de 1985 una entrada dice, "$ 14 millones para financiar (armas) provenía del negocio de las drogas". 
9 de agosto de 1985: "En Honduras un DC-9 que se usa para tramos hacia Nueva Orleans probablemente está siendo utilizada para el narcotráfico dentro de Estados Unidos. "Es fácil ver que cuando la oficina local de la DEA en Tegucigalpa, Honduras comenzó a moverse contra Matta en 1983, fue cerrada.
El informe llegó a la conclusión de que "La relación colombo-mexicano, desarrollado por Juan Ramón Matta Ballesteros, un hondureño con estrechos vínculos con el Cartel de Medellín, condujo a una explosión de cargamentos de cocaína a través de México, con las incautaciones de cocaína en ese país, en un aumento de 2,3 toneladas en 1985 a 9,3 toneladas en 1987."
El detonante que lo alejó de la alianza Colombo-mexicana, fue un avión el cual llevaba armas y municiones militares a la contra nicaragüense que se precipitó y dejó expuesta a la CIA. Se presume que Miguel Ángel Feliz Gallardo usó ese detonante para dar información que llevó a la detención y secuestro de Juan Matta-Ballesteros en Tegucigalpa, apoderándose de las rutas que le pertenecían a Juan Matta-Ballesteros a cambio de librarse de la presión ejercida por la DEA por el asesinato de Camarena.

## Detención y condena
Matta fue detenido en 1986 en Colombia, pero compró su salida de la cárcel con un soborno de $2 millones de dólares y regresó a Honduras.
En marzo de 1988, las consecuencias políticas de la Irán-Contra habían devastado el apoyo político en Washington para la guerra de Los Contras, y comenzó a restablecerse. En abril de 1988, Matta, después de haber agotado su utilidad, fue sacado de su casa de Tegucigalpa, por unos Alguaciles de los Estados Unidos, y fue enviado a la Estados Unidos para ser juzgado.
Matta Ballesteros alegó que en el camino a los EE. UU., en la base militar de Palmerola fue interrogado bajo tortura (quemado repetidamente con una pistola eléctrica de alta tensión). Más tarde fue trasladado en avión a República Dominicana, donde fue arrestado oficialmente por una orden pendiente de 1971. A partir de ahí, fue remitido a la Penitenciaría de Estados Unidos Marion. Después de su secuestro hasta 2.000 manifestantes salieron a las calles de Tegucigalpa. Los diplomáticos de Estados Unidos en Honduras dijeron que los disturbios no fueron en apoyo al Sr. Matta, sino como protesta por el secuestro de un ciudadano hondureño por cargos penales presentados por gobiernos extranjeros, una violación directa de la Constitución de ese país. Sin embargo, muchos dijeron que era porque Matta era muy querido y era visto como un "Robin Hood" en la nación Centroamericana. Al final, unas 6 personas perdieron la vida y el anexo de la Embajada de los Estados Unidos en Honduras fue quemado en señal de protesta.
Matta ha impugnado su detención en 1988 por motivos de violación. Sin embargo, la Corte de Apelaciones de Estados Unidos para el Noveno Circuito rechazó su caso. Ellos encontraron que "las circunstancias que rodearon el secuestro Matta-Ballesteros, a la vez inquietante para nosotros y buscamos realizar de ninguna manera a tolerar ..." no violó la doctrina Ker-Frisbie. Sin embargo, el juez Noonan escribió "que los secuestradores, más que una banda de fanáticos, eran agentes policiales de los Estados Unidos lo cual duplica el horror de su actividad. Si los agentes de la potencia más poderosa en la tierra son sospechosos de secuestro por parte de la autoridad legal - o más bien, en obediencia a la autoridad superior en el departamento ejecutivo, se ven obligados a secuestrar - la libertad de las personas en todo el mundo está a merced de una decisión tomada por un funcionario del Departamento de Justicia. "
Del mismo modo, el secuestro de Matta fue seguido por el del mexicano Humberto Álvarez Machain acusado de complicidad, como Matta, en el caso Camarena. Machain luchó su caso, sobre la ilegalidad del secuestro, ganó y fue devuelto a México.
Al igual que otros narcotraficantes notables en el caso Camarena, como Rafael Caro Quintero, Ernesto Fonseca Carrillo y Miguel Ángel Félix Gallardo, Matta fue condenado finalmente como uno de los autores intelectuales, del secuestro, tortura y asesinato del agente de la DEA, Enrique Camarena Salazar en Guadalajara, México. Además, Matta fue declarado culpable de operar una importación y distribución de cocaína en Van Nuys, California.
Matta está cumpliendo 12 condenas a cadena perpetua en el ADX Florence, un Centro Penitenciario de super máxima seguridad cerca de la localidad de Florence, en el estado de Colorado.
El 7 de diciembre de 2018 Estados Unidos retiró los cargos del asesinato de Enrique "KIKI" Camarena Salazar  por lo cual se espera que obtenga una rebaja de sentencia o su salida de la cárcel y regreso a su país natal Honduras.

## Vida empresarial
A principios de 1980, Matta se había vuelto extremadamente rico y miles de personas trabajaban en sus empresas tanto en Honduras como en Colombia (además de SETCO Airlines). Matta también tenía inversiones en café, tabaco, especias, ganado y explotaciones lecheras y fundó varias empresas agrícolas y de la construcción en Honduras. Un tribunal de apelaciones de Estados Unidos estima que Matta y Miguel Ángel Félix Gallardo conseguían más de 5 millones de dólares por semana a partir de su actividad de tráfico de drogas solamente, y estas empresas ayudaron a Matta a blanquear gran parte de estas ganancias ilícitas. En 1982, agentes de la DEA informaron que Matta había pagado 50 millones de dólares para Bolivia y otros funcionarios latinoamericanos para proteger sus operaciones de narcotráfico contra el acoso policial.

## Incautación de propiedades en 2014
El día 31 de julio de 2014, por medio de un operativo organizado en conjunto con la Fuerza Tigre y la Oficina Policial de Investigación Financiera de la Policía Nacional de Honduras, la Unidad de Privación de Dominio de la Fiscalía Especial contra el Crimen Organizado (FESCCO) y la Oficina Administradora de Bienes Incautados (OABI) se hizo un allanamiento de más de 15 propiedades pertenecientes al excapo Ramón Matta Ballesteros, las cuales estaban distribuidas en varias zonas exclusivas de Tegucigalpa, además de una enorme finca en San Esteban, Olancho. Cabe destacar que ninguna de estas propiedades estaban a nombre del capo, sino de sus familiares, entre ellos sus hijos. En la misma propiedad de la que fue sacado en 1988 se encontraban viviendo sus hijos y la seguridad de la residencia era liderada por un ciudadano colombiano, presuntamente familiar de la exesposa de Ramón Matta, Nancy Marlene Vázquez y por ende familiar de los hijos de Ramón Matta Ballesteros.
- Pablo Escobar
- Hermanos Ochoa
- Narcotráfico en Colombia
- Griselda Blanco
- Miguel Ángel Felix Gallardo
- Rafael Caro Quintero
- Cartel de Medellín
- Cartel de Guadalajara
- Gonzalo Rodríguez Gacha
- Gustavo Gaviria Rivero
- Fredy Andre Fajardo